# Monte Palloroso
Il monte Palloroso è un rilievo dei Monti Reatini che si trova nel Lazio, nella provincia di Rieti, nel comune di Cantalice.